# Smittia agilis
Smittia agilis är en tvåvingeart som först beskrevs av Maurice Emile Marie Goetghebuer 1944.  Smittia agilis ingår i släktet Smittia och familjen fjädermyggor.
Artens utbredningsområde är Grekland. Inga underarter finns listade i Catalogue of Life.